# Épinay-Villetaneuse–Le Tréport-Mers-vasútvonal
Az Épinay-Villetaneuse–Le Tréport-Mers-vasútvonal egy részben kétvágányú, normál nyomtávolságú, 173 km hosszúságú, 25 kV 50 Hz-cel villamosított vasútvonal Franciaországban Gare d’Épinay - Villetaneuse és Gare du Tréport - Mers állomások között.

## Fontosabb állomások
A vasútvonalon az alábbi nagyobb állomások találhatóak:
- Gare d’Épinay - Villetaneuse
- Gare de Persan - Beaumont
- Gare de Beauvais
- Gare d’Abancourt
- Gare du Tréport - Mers

## Forgalom
Személyszállító vonatok:
- Transilien regionális szolgáltatás Párizsból Persan-Beaumont vagy Luzarches felé;
- TER Picardie regionális szolgáltatás az egész vonalon.

A vasútvonalon érhető el Párizs felől a Párizs-Beauvais-Tilléi repülőtér.